# Antoine Galis
Pour les articles homonymes, voir Galis.
Antoine Jean Galis est un homme politique français, né le 3 janvier 1792 à Paris et mort le 8 décembre 1878 dans le 1er arrondissement de Paris.

## Biographie
Avocat, il est substitut à Paris en 1830, avant de démissionner et de reprendre ses fonctions d'avocat. Conseiller général de la Seine, il est député de la Seine de 1839 à 1844, siégeant dans le tiers-parti.

## Sources
- « Antoine Galis », dans Adolphe Robert et Gaston Cougny, Dictionnaire des parlementaires français, Edgar Bourloton, 1889-1891 [détail de l’édition]